# Ponte Rion Antirion
Il ponte Rion Antirion (in greco Γέφυρα Ρίου Αντιρρίου?, Géfyra Ríou Antirríou), chiamato anche ponte Charilaos Trikoupis, attraversa il golfo di Corinto tra le città di Rion, nel Peloponneso, e Antirion, nella Grecia continentale.
È stato soprannominato ponte di Poseidone, ed è con i suoi 2883 metri il ponte strallato più lungo del mondo. Domina il panorama della zona con i 164 metri di altezza dei piloni portanti. Il piano stradale attraversa il golfo di Corinto a 60 metri sopra il livello del mare.
Il ponte si trova in una posizione strategica, situandosi all'intersezione di due arterie autostradali importanti. Grazie ai porti di Patrasso e d'Igoumenitsa (nel nord-ovest), facilita le comunicazioni fra Grecia e Italia. La sua costruzione ha ridotto a cinque minuti il tempo per passare da una riva all'altra contro i 45 impiegati con il traghetto.
È stato aperto al traffico il 12 agosto 2004. L'inaugurazione ufficiale è avvenuta l'8 agosto, celebrata con il passaggio della fiamma olimpica sul ponte in occasione dei giochi olimpici di Atene 2004.

## Storia
Un primo progetto per la costruzione di un ponte in questa località fu quello del presidente del Consiglio Charilaos Trikoupis, nel 1880 ma i sondaggi preliminari dei fondali del golfo di Corinto evidenziarono problemi tecnici insormontabili che condussero all'abbandono dei lavori..... Il golfo di Corinto si trova in un'area altamente sismica, ha fondali melmosi e incoerenti ed è spesso sottoposto a venti che superano i cento chilometri orari.

## Dettagli costruttivi
I fondamenti tecnologici del ponte-viadotto di Rion-Antirion provengono da un progetto precedente (sempre ponte-viadotto) concorrente a quello per il tunnel sotto la Manica. Presentato una prima volta, senza successo, nel 1987, vinse il bando internazionale, il 3 gennaio 1996, con la società Gefyra (filiale del gruppo Vinci), nel quadro di un contratto di concessione di 42 anni, per la costruzione, il finanziamento e lo sfruttamento del ponte (da qui il soprannome «ponte dei Francesi» da parte della popolazione greca).
È stato progettato dall'architetto Berdj Mikaëlianet, autore di numerosi altri ponti, e costruito dal gruppo di BTP francese Vinci, con un costo complessivo di 771 milioni di euro, coperti da una sovvenzione dello Stato greco (43 %), un prestito della Banca europea degli investimenti (47 %) e capitale da parte di Vinci (10 %). La prima pietra è stata posata dal primo ministro Costas Simitis, il 19 luglio 1999.
È dimensionato per resistere a terremoti superiori a 7 gradi sulla scala Richter. Sarebbe secondo i costruttori «il luogo più sicuro in caso di sisma maggiore nella regione di Patrasso». La struttura è un misto di acciaio-cemento armato su quattro torri in cemento di 90 metri di larghezza, pesanti 150 000 tonnellate ciascuna. La piattaforma principale è di 560 metri per una lunghezza totale di 2880 metri, sospesa a 60 metri al di sopra del livello del mare.
Il fondale del golfo di Corinto è costituito da terreni non compatti (argilla, limo, sabbia fine); la roccia si trova a più di 1000 metri sotto. La profondità dell'acqua raggiunge i 65 metri. Le fondazioni di ognuna delle quattro enormi torri sono state costruite in bacino di carenaggio, e rimorchiate in galleggiamento prima di essere definitivamente immerse una volta che la loro costruzione ha raggiunto i 60 metri di altezza. Questa operazione di alta precisione tecnologica è stata effettuata dalla ditta olandese Smit, specializzata nel trasferimento di piattaforme al largo.
Le fondazioni del ponte sono poggiate su delle basi di ghiaione di grossa granulometria, al di sotto del quale è presente il terreno argilloso precedentemente consolidato con centinaia di pali metallici con diametro di 2 metri. Questa particolare soluzione consente al terreno di cedere sotto le sollecitazioni di un eventuale sisma, e alle torri del ponte di traslare sullo strato di ghiaia artificiale senza trasmettere sollecitazioni all'intera struttura del ponte.
La piattaforma stradale (di 27,2 m di larghezza) è provvista di un sistema di "bracons" (pezzo obliquo che riunisce altri due pezzi), situato al livello delle torri, che assicura la tenuta trasversale sia in condizioni normali che di vento estremo. Nel caso di sisma eccezionale, queste stampelle metalliche cedono, liberando la piattaforma che si trasforma così in una sorta di altalena gigante sospesa semplicemente attraverso 368 tiranti. In tale situazione i movimenti di oscillazione sono limitati attraverso dei giganteschi ammortizzatori (4 per torre) che consentono una corsa di soli 3 metri d'ampiezza, dissipando una quantità di energia pari a 5 megajoules che corrispondono a 5 MW x secondo.

Schema del ponte e misure

## Cronologia del progetto
- 1885, il presidente del Consiglio Charilaos Trikoupis è tra i primi ad immaginare qualcosa che colleghi le due sponde della zona, durante il traforo del canale di Corinto. Ha la visione di un ponte che attraversi i 3 km del golfo di Corinto. Il progetto è discusso in Parlamento, ma viene abbandonato per i problemi tecnici incontrati.
- 1987, un primo progetto, basato sullo studio di fattibilità per un viadotto sulla Manica (concorrente a quello del tunnel sotto la Manica), viene presentato una prima volta senza successo.
- 1991, una gara appalto è lanciata per la costruzione del ponte Rion-Antirion.
- 3 gennaio 1996, la società Gefyra (filiale del gruppo Vinci), si aggiudica la gara, garantendosi un contratto di concessione di 42 anni per la costruzione, il finanziamento, lo sfruttamento e la manutenzione del ponte Rion-Antirion.
- 1997, finalizzazione dei finanziamenti e entrata in vigore del progetto.
- 19 luglio 1999, il primo ministro Costas Simitis posa la prima pietra dell'opera.
- 8 agosto 2004, inaugurazione e passaggio della fiamma olimpica.
- 16 agosto 2004, apertura al traffico.
- 24 dicembre 2039, termine del periodo di sfruttamento in concessione da parte della Gefyra, 42 anni dopo la data di entrata in servizio. Il ponte sarà di proprietà dello Stato greco.

## Galleria d'immagini

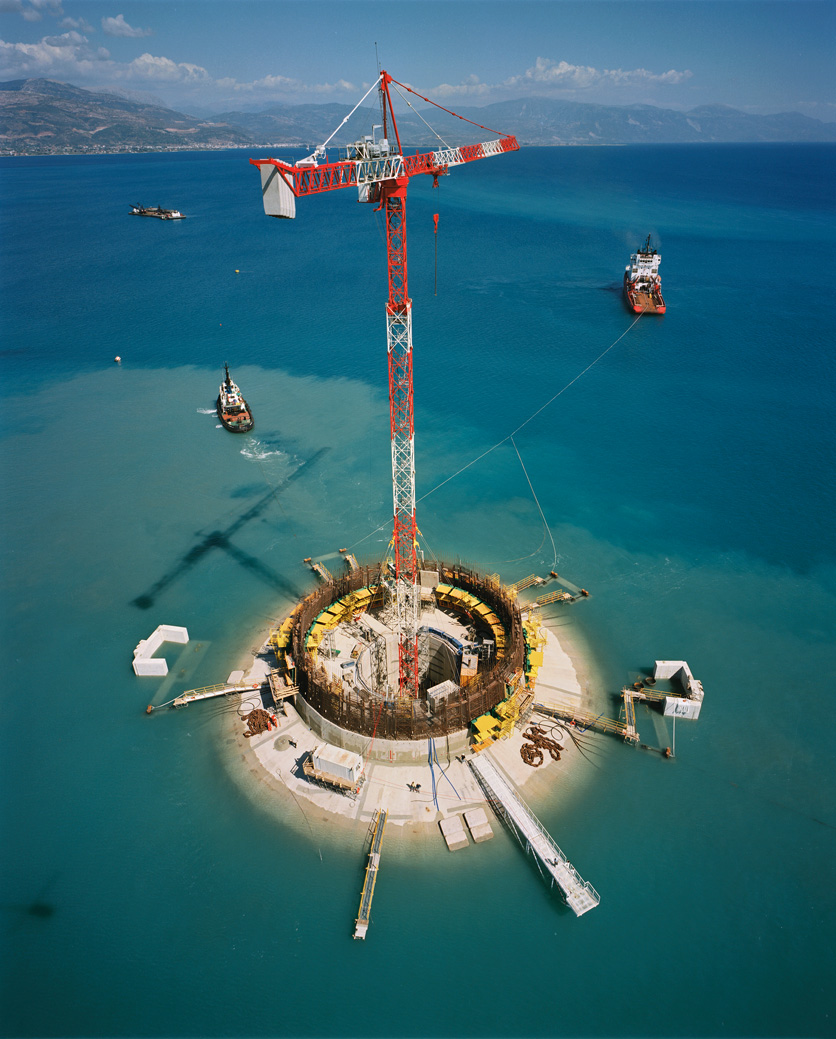
Una torre in costruzione